# Bluefield (Virginia Occidentale)
Bluefield è un comune (city) degli Stati Uniti d'America della Contea di Mercer, nella Virginia Occidentale.

## Etimologia
L'origine del nome della città deriva dai fiori cicoria azzurra e dal lino blu che nei campi colorano il paesaggio di una tonalità bluastra durante l'estate. Tuttavia, ricerche storiche hanno indicato che questo insediamento era conosciuto nel 1880 anche come Higginbotham's Summit, nome dovuto probabilmente per la presenza di miniere di carbone vicino al fiume Bluestone.

## Storia
La storia di Bluefield inizia nel XVIII secolo, quando due famiglie si stabilirono in una zona aspra e remota di quella che oggi è il sud della Virginia Occidentale, e costruirono un piccolo villaggio con un mulino, una chiesa, una scuola di una sola stanza, e una fortezza per difendere il piccolo insediamento contro le invasioni da parte degli Shawnee, una tribù indiana sulle rive del fiume Bluestone. Le famiglie Davidson e Bailey hanno dovuto vendere una parte della loro terra, quando, nel 1882, il capitano John Fields, della Norfolk and Western Railway, iniziarono la costruzione di una nuova ferrovia attraverso le colline di Bluefield. La ferrovia univa Roanoke e Bluefield, attraversando i Monti Blue Ridge, sul limite del filone carbonifero di Pokahontas.

### XX secolo
Negli anni '20, Bluefield, cambiò aspetto, trovandosi sulla linea che unisce Norfolk a Chicago, divenne un notevole nodo ferroviario. Sorse un centro cittadino, con uffici e negozi di marmo, sorsero chiese e si diffusero case con giardino. Fu aperto un giornale locale, un ospedale e una casa di riposo per anziani. Furono aperte scuole, asili infantili privati, un collegio per bianchi e uno per persone di colore.
È stato costruito il più imponente grattacielo nella storia di Bluefield, un edificio a dodici piani chiamato Virginian Hotel, e oggi diventato il West Virginia Manor, una casa di riposo.
John Forbes Nash, matematico premio Nobel per l'economia nel 1994 e premio Abel per la matematica nel 2015, è nato a Bluefield nel 1928.
La Grande depressione però, ha portato indietro la città. Con il governo quasi in bancarotta, una serie di incendi devastanti che hanno colpito il centro della città e buttato giù quasi ogni grattacielo, la città fu quasi distrutta. Così pure durante la Seconda Guerra Mondiale gli incendi del carbone hanno cominciato a bruciare di nuovo.
L'importanza della città era così grande che Adolf Hitler aveva mettesso Bluefield nella lista di obiettivi tedeschi aerei negli Stati Uniti. Esercitazioni pratiche antiaeree erano comuni in città durante questo periodo.
La Interstate Highway System passa attraverso le montagne del East River dal 20 dicembre 1974 e per la prima volta il traffico automobilistico passa attraverso la città senza attraversare la cima della montagna. Con la diminuzione del traffico ferroviario, la popolazione è diminuita e infine ha perso la sua stazione di Amtrak nel 1980.